# Parascon nichollsae
Espèce
Parascon nichollsae est une espèce de tardigrades de la famille des Hypsibiidae.

## Distribution
Cette espèce est endémique d'Australie.

## Publication originale
- Pilato & Lisi, 2004 : Doryphoribius neglectus sp. n. and Parascon nichollsae sp. n., new species of eutardigrades from Australia. Zootaxa, no 545, p. 1-7.